# Skyforger

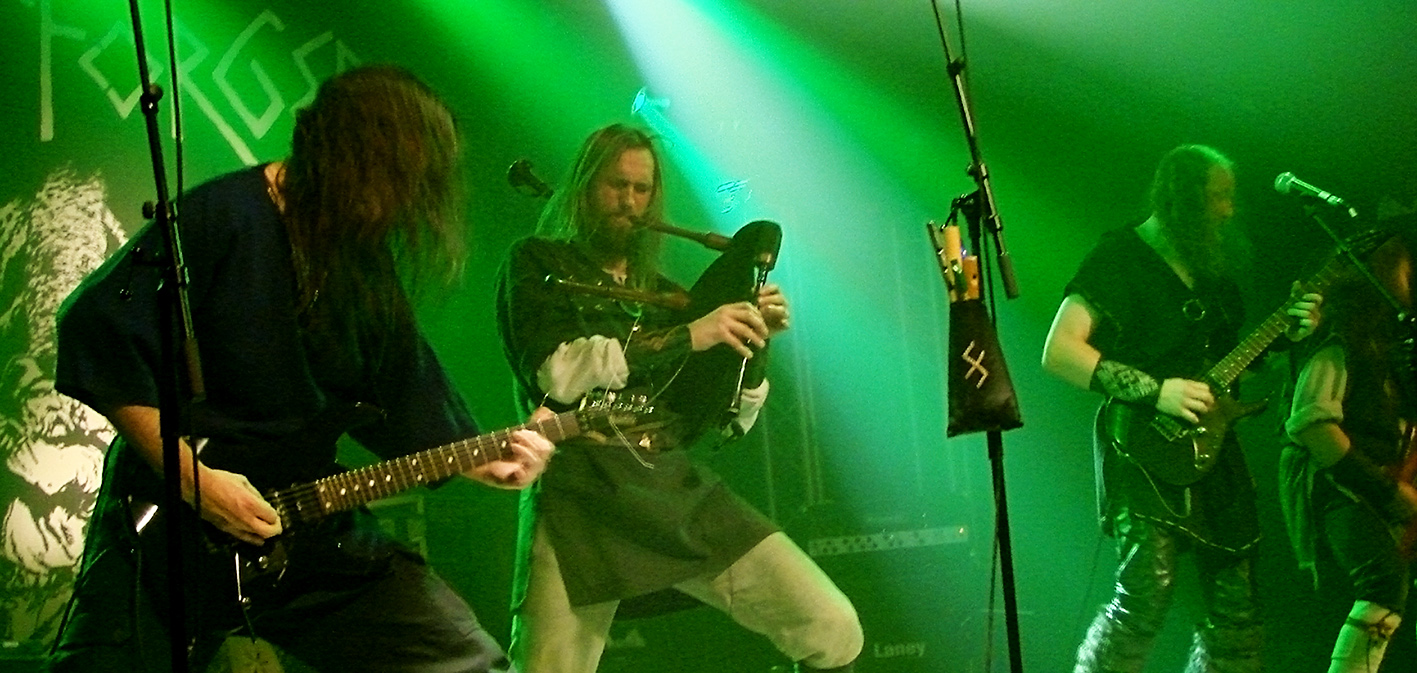
Skyforger

Skyforger is een pagan metal-/folkmetalband uit Letland, opgericht in 1995 uit de resten van doommetalband Grindmaster's Death. Hun teksten gaan voornamelijk over de Letse mythologie en oorlogen. Daarnaast hebben ze traditionele folknummers en metalcovers van traditionele Letse folknummers. De muziek van Skyforger heeft raakvlakken met death en black metal en op hun latere albums ook thrashmetal. De band heeft ook liveoptredens gegeven als pure folkband en hun vierde cd uit 2003, Zobena Dziesma (Swordsong), bevat alleen maar folknummers. Folkelementen kunnen worden gevonden op al hun albums. Skyforger is uitgegroeid tot een grote naam in de pagan metal-/folkmetalscene door hun sterke releases en optredens. Ze hebben een aantal keren getoerd door Europa met bands als Sear Bliss, Månegarm, Goddess of Desire, Menhir, Trimonium en Obtest.
Skyforger gebruikt symbolen uit de Letse mythologie die door sommigen ten onrechte worden aangezien als nazi-symbolen, zoals het zonnewiel of de swastika. Skyforger heeft echter niets hiermee te maken en gebruikt de symbolen omdat ze deel uitmaken van de Letse mythologie, cultuur en geschiedenis.

## Bandleden
- Pēteris - leadzang, gitaar, folkinstrumenten (1995 - heden)
- Mārtiņš Pētersons - gitaar (1995, 2008 - heden)
- Edgars "Zirgs" - bas, achtergrondvocalen, folkinstrumenten (1995 - heden)
- Edgars "Mazais" - drums, percussie  (1998 - heden)
- Kaspars Bārbals - folkinstrumenten, achtergrondvocalen (2004 - heden)

Ex-leden
- Rihards Skudrītis - gitaar (1996 - 1999, 2000 - 2004, oktober 2006 - 2008)
- Viesturs Grīnbergs - gitaar (1995 - 1996)
- Konstantīns Švedovs - zang (1995 - 1996)
- Linda Bēce - fluit (1995 - 1997)
- Imants Vovers - drums (1995 - 1998)
- Ģirts "Motors" Kļaviņš - gitaar (2004 - 2006)

## Discografie
- Semigall's Warchant (1997) (demo)
- Kauja pie Saules (Battle of the Saule) (1998) label: Mascot Records
- Latviešu Strēlnieki (Latvian Riflemen) (1999) (ter ere van de 80e herdenking van de Letse Vrijheids Oorlog van 1919, waar de "latvian riflemen" actief aan deel namen) label: Mascot Records
- Pērkonkalve (Thunderforge) (2003) label: Folter Records
- Zobena Dziesma (Sword Song) (2003) (dit album bevat pure letse folk nummers) label: Folter Records
- Semigalls' Warchant (2005) (heruitgave van de demo uit 1997, aangevuld met 4 nieuwe nummers en nieuw artwork) label: Folter Records
- Kurbads (2010)